# باد شونك
باد شونك (بالإنجليزية: Bud Schwenk)‏ هو لاعب كرة قدم أمريكية أمريكي، ولد في 26 أغسطس 1917 في سانت لويس في الولايات المتحدة، وتوفي بنفس المكان في 1 أكتوبر 1980.

## وصلات خارجية
- باد شونك على موقع مرجع كرة القدم المحترفة.كوم (الإنجليزية)